# Tüskevár (település)
Tüskevár község Veszprém vármegyében, a Devecseri járásban.

## Fekvése
Devecser és Jánosháza között helyezkedik el, a két város között nagyjából félúton.
A közvetlenül határos települések: észak felől Iszkáz, kelet felől Somlójenő, dél felől Káptalanfa, nyugat felől Apácatorna, északnyugat felől pedig Karakószörcsök.

### Megközelítése
Legfontosabb közúti elérési útvonala a 8-as főút, ezen közelíthető meg keleti és nyugati irányból is. Központján azonban csak a 73 183-as számú mellékút húzódik végig.
A hazai vasútvonalak közül a MÁV 20-as számú Székesfehérvár–Szombathely-vasútvonala érinti, melynek egy megállója van itt. Tüskevár vasútállomás a központtól bő 2 kilométerre északkeletre helyezkedik el, közúti elérését a 8-as főútból kiágazó 84 301-es számú mellékút biztosítja.

## Története
A község eredeti neve Nagyjenő, mely név a honfoglalás kori Jenő törzsre utal. A Tüskevár nevet 1657-ben kapta a török háborúkban épült tüskével védett erődítésről. A falu és Torna között 1310-11-ben pálos kolostort alapítottak a tornai nemesek és Kőszegi Miklós győri püspök. Ez a kolostor a török időkben (a XVI. században) elpusztult. Szécsényi György győri püspök új községet telepített Nagyjenő határára és ezt nevezte el Tüskevárnak.
A lakosság mezőgazdaságból és szőlőtermelésből élt, a XIX. században malomiparáról volt híres.

## Közélete

### Polgármesterei
- 1990–1994: Török Miklós (független)[3]
- 1994–1998: Oláh István (független)[4]
- 1998–2002: Molnár Levente (MIÉP)[5]
- 2002–2006: Molnár Levente (független)[6]
- 2006–2010: Molnár Levente Tibor (független)[7]
- 2010–2014: Molnár Levente Tibor (független)[8]
- 2014–2019: Molnár Levente Tibor (független)[9]
- 2019–2024: Molnár Levente Tibor (független)[10]
- 2024– : Jakab Imréné (független)[1]

## Népesség
A település népességének változása:
| Lakosok száma | 564  | 563  | 574  | 528  | 524  | 535  | 544  |
|               | 2013 | 2014 | 2015 | 2021 | 2022 | 2023 | 2024 |

A 2011-es népszámlálás során a lakosok 90,1%-a magyarnak, 0,7% németnek, 1,3% cigánynak, 0,4% románnak mondta magát (9,9% nem nyilatkozott; a kettős identitások miatt a végösszeg nagyobb lehet 100%-nál). A vallási megoszlás a következő volt: római katolikus 75,9%, református 2,4%, evangélikus 2,9%, felekezeten kívüli 3,1% (15,6% nem nyilatkozott).
2022-ben a lakosság 91,4%-a vallotta magát magyarnak, 0,6% németnek, 0,2% cigánynak, 0,2% szlovénnek, 0,6% egyéb, nem hazai nemzetiségűnek (8,6% nem nyilatkozott; a kettős identitások miatt a végösszeg nagyobb lehet 100%-nál). Vallásuk szerint 51,1% volt római katolikus, 2,1% evangélikus, 1,3% református, 0,2% görög katolikus, 0,4% egyéb katolikus, 6,3% felekezeten kívüli (38,5% nem válaszolt).

## Nevezetességei
- Helytörténeti Gyűjtemény - A község egykor híres fazekas központ volt. A faluban még az 1980-as években is dolgoztak gelencsérek, kik a hagyományos cserépedények mellett padlóvázákat is készítettek.
- A plébániatemplom főoltárképe Franz Anton Maulbertsch (1724 - 1796) műve (a sixtusi madonna másolata)

## Híres emberek
- Itt hunyt el Fehér Ernő (1916. – 2010. október 19.) tartalékos őrvezető, a második világháború Don melletti harcainak kimagasló vitézségű katonája, a Magyar Arany Vitézségi Érem birtokosa.
- Itt szolgált Farkas Mihály esztergomi tiszteletbeli kanonok, szentszéki ülnök.

## Külső hivatkozások
- Tüskevár honlapja
- Veszprém megyei minden'tudó
- Vendégváró